# Большая ночница
Большая ночница, или серая ночница (лат. Myotis myotis) — редкая летучая мышь семейства гладконосых летучих мышей. Их масса обычно составляет 16—40 г, длина тела 62—83 мм, длина хвоста 51—60 мм, длина предплечья 57—66 мм, размах крыльев 35—43 см.

## Описание
Уши средней длины, широкие; маска почти не оволоснена, с розоватой кожей; ступня с когтями примерно равна половине голени. Крылья большие, широкие. Крыловая перепонка крепится к основанию внешнего пальца ступни. Эпиблема неразвита. Мех длинный, неровный. Окрас спины от пепельно-серого до оливково-бурого, брюха — серовато- или палево-белесая.

## Распространение
Лесная зона от Западной Европы (включая Англию) до запада Белоруссии, Молдавии и юго-запада Украины.

## Естественная история
Селится в пещерах и старых постройках человека. Вылетает на охоту поздно, полет спокойный, маневренный. Кормятся обычно в лиственных лесах, или на полянах, охотясь в воздухе и собирая с подстилки жужелиц и других беспозвоночных. Эхолокационные сигналы средней интенсивности в диапазоне 65—25 кГц, с максимальной амплитудой около 35—40 кГц. Размножается в начале лета, выводковые колонии до нескольких тысяч самок, самцы обычно держатся обособленно. Зимует в различных подземных убежищах, в пределах 100—150 км от летних местообитаний. Спаривание после окончания лактации или на зимовках. Приносит 1 детёныша в конце мая — начале июня, беременность около 60 дней, лактация около 40 дней.